# موارد مائية

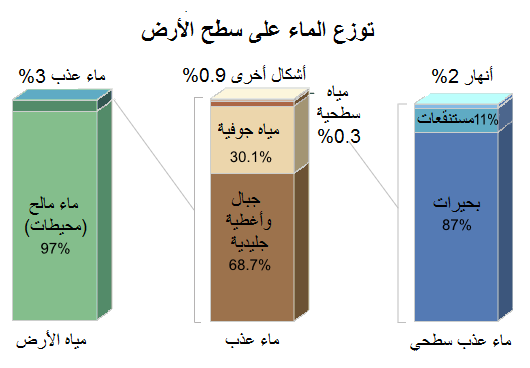
توزيع المياه على الأرض. حوالي 3% فقط من مياه الأرض هي مياه عذبة. أغلب هذه المياه العذبة موجودة في الأغطية والجبال الجليدية (69%) وفي المياه الجوفية (30%)، والكمية المتبقية موجودة البحيرات والأنهار والجداول والتي يمثل مجموعها نسبة صغيرة (0.3%) من النسبة الكلية للمياه العذبة في الأرض.

الموارد المائية (أو موارد الماء) هي المورد الذي يمكن الحصول منه على الماء لاستخدامه كمصدر لمياه الشرب والاستحمام وفي أمور تنفع البشرية مثل الزراعة والصناعة بالإضافة إلى الشؤون المنزلية وغير ذلك. وكل ذلك يتطلب وجود ماء عذب.
إن أغلب الماء الموجود على الأرض هو ماء مالح (97%)، في حين أن 3% فقط من الموارد المائية تكون مياه عذبة، وأكثر من ثلثي موارد المياه العذبة موجود على شكل متجمد في المثالج والأغطية الجليدية القطبية. أما باقي موارد المياه العذبة غير المتجمدة فتوجد في المياه الجوفية، والباقي على شكل بحيرات وأنهار وجداول على سطح الأرض أو على شكل بخار ماء.
على الرغم من موارد المياه العذبة هي من الموارد المتجددة، إلا أن المخزون المائي من المياه الجوفية في تناقص مستمر، مما قد يهدد التوازن البيئي، خاصة أنه لا توجد صورة واضحة لمدى خطر الإخلال بهذا التوازن.

### المياه الجوفية

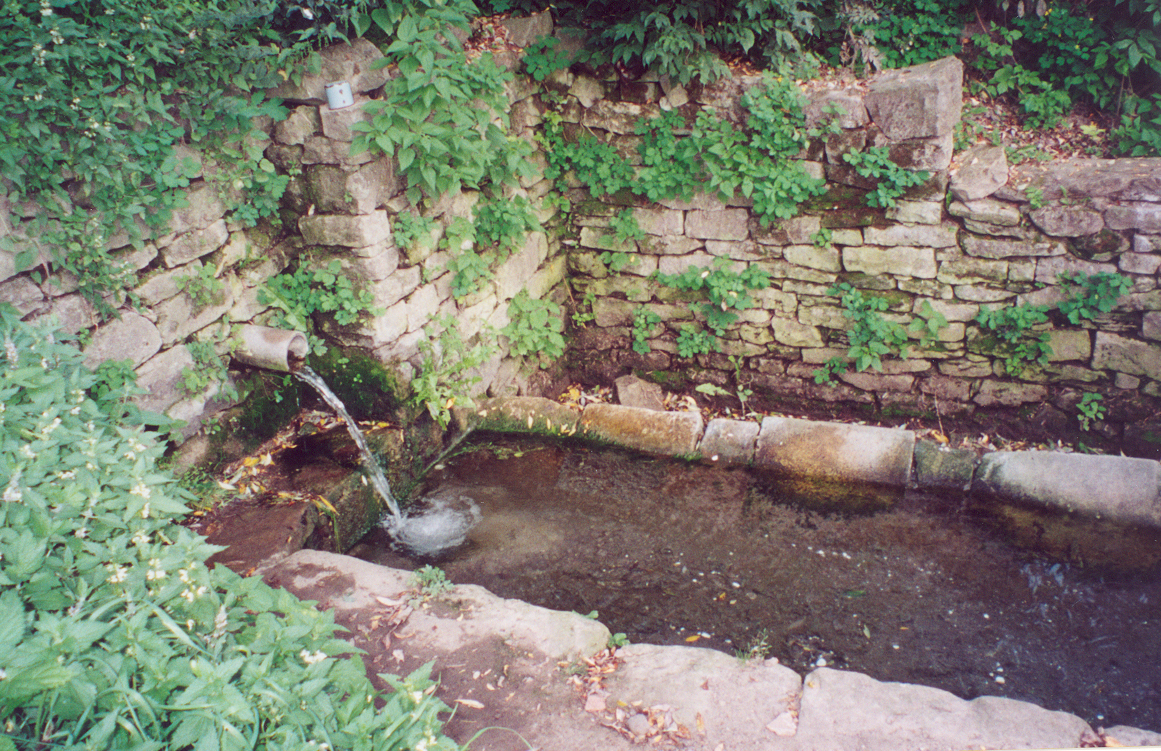
مصدرر مياه في إحدى القرى الأوكرانية

### المياه المتجمدة

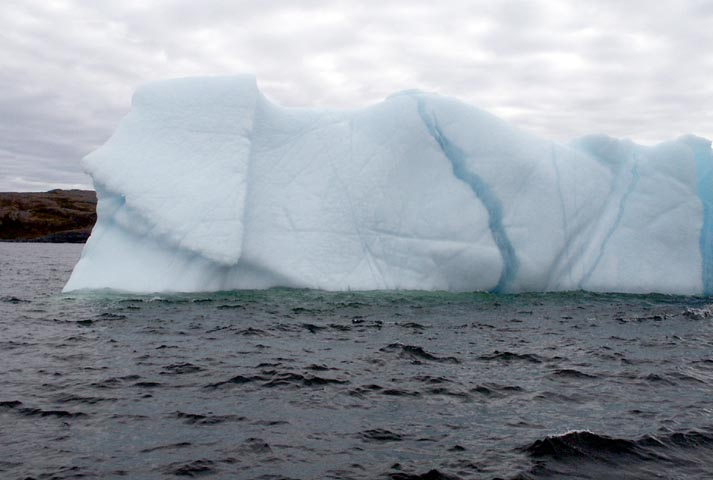
جبل جليد بالقرب من نيوفندلاند